# St. Sebastianus (Bad Bodendorf)

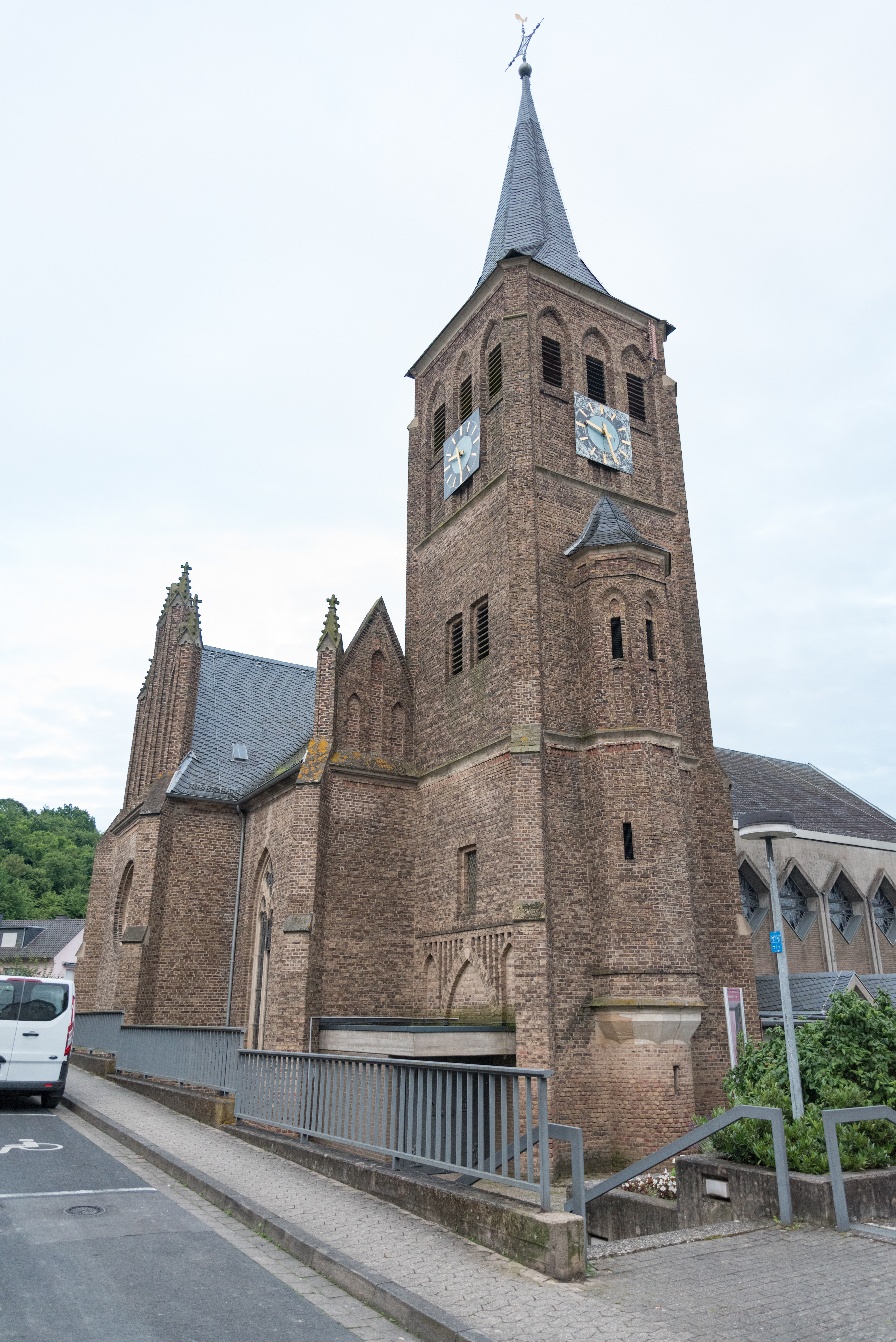
Kirche St. Sebastianus in Bad Bodendorf, alter Teil

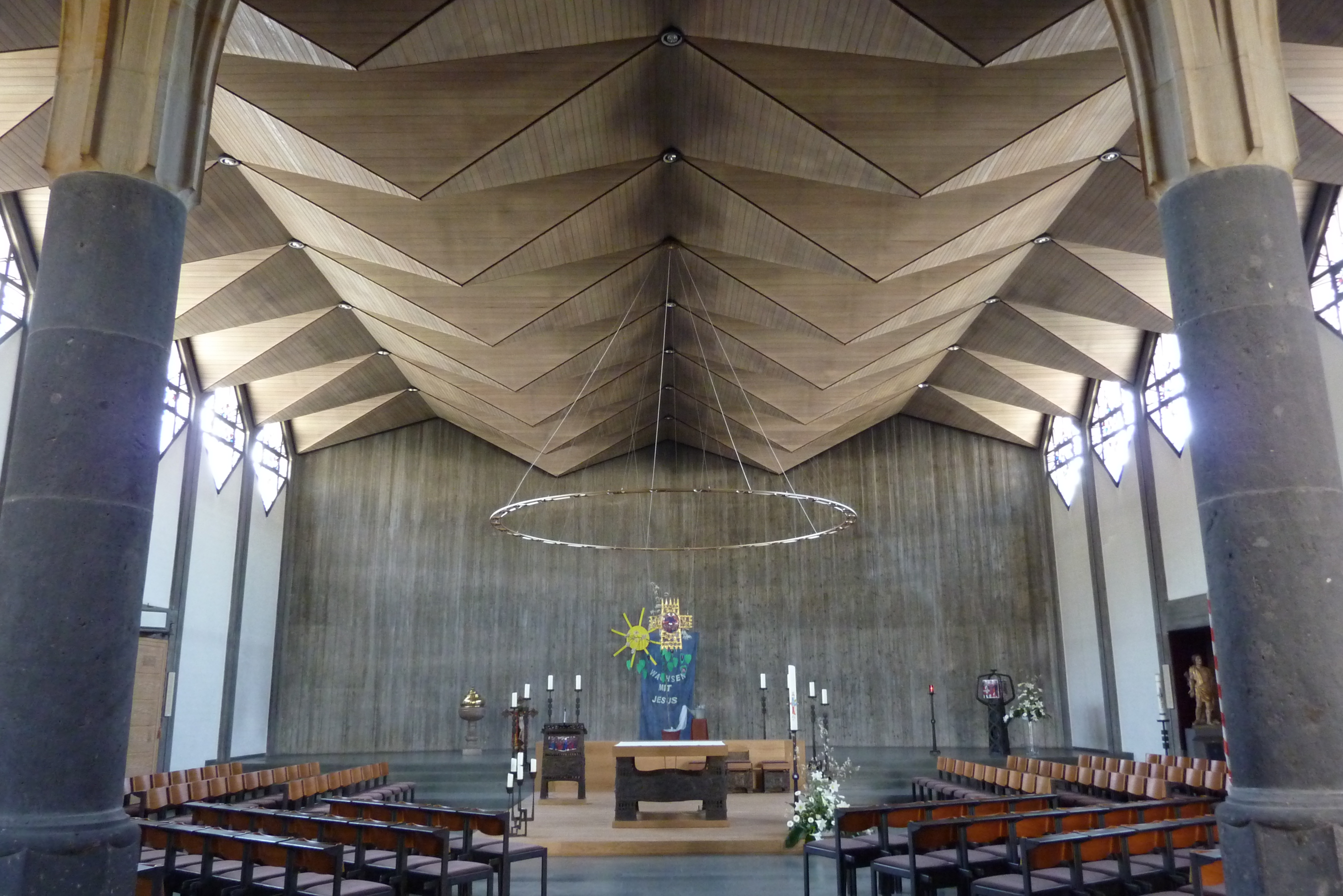
Neuer Teil der Kirche

Die katholische Pfarrkirche St. Sebastianus in Bad Bodendorf, einem Stadtteil von Sinzig im Landkreis Ahrweiler in Rheinland-Pfalz, wurde 1872/73 nach Plänen des Architekten Hermann Cuno, damals Kreisbaumeister in Ahrweiler, erbaut und ist dem heiligen Sebastian geweiht.

## Geschichte
Eine Pfarrei in Bodendorf ist erstmals im Jahr 1282 überliefert. An gleicher Stelle wurden bereits 1356 und 1647 Vorgängerbauten der Kirche errichtet.
Der Grundstein der neugotischen Hallenkirche befindet sich rechts unterhalb des ehemaligen Altarraums.
Anfang der 1970er Jahre wurde die Kirche vergrößert, wobei das südliche Seitenschiff abgebrochen und das ehemalige Langhaus zum Querschiff wurde. Im einstigen Chor steht heute das Taufbecken. Pfingsten 1972, also 100 Jahre nach der Einweihung, wurde die Kirche von dem Trierer Weihbischof Alfred Kleinermeilert (1928–2023) erneut konsekriert.

## Denkmal für die Opfer von Krieg und Gewaltherrschaft
Auf dem 1972 neu gestalteten Platz vor der Kirche steht ein Denkmal, in das das alte Kriegerdenkmal für die Gefallenen und kriegsversehrt Verstorbenen des Ersten Weltkrieges integriert wurde. Auf der rechten Seite wurde, was damals noch außergewöhnlich war, in die Liste der Namen neben den gefallenen Soldaten auch das Ehepaar Rosalie und Bernhard Gottschalk aufgenommen, eine jüdische Familie, die im KZ Treblinka ermordet worden war.

## Orgel
Am 25. Mai 1980 wurde eine neue Orgel eingeweiht, gebaut von Hugo Mayer Orgelbau, Heusweiler.
| I Hauptwerk C–c3 |               |        |
| 1.               | Gedacktpommer | 16′    |
| 2.               | Principal     | 08′    |
| 3.               | Holzgedackt   | 08′    |
| 4.               | Octave        | 04′    |
| 5.               | Koppelflöte   | 04′    |
| 6.               | Blockflöte    | 02′    |
| 7.               | Mixtur IV-VI  | 01 ⁄3′ |
| 8.               | Trompete      | 08′    |

| II Schwellwerk C–c3 |             |         |
| 09.                 | Rohrflöte   | 08′     |
| 10.                 | Salicional  | 08′     |
| 11.                 | Principal   | 04′     |
| 12.                 | Nachthorn   | 04′     |
| 13.                 | Nazard      | 02 ⁄3′  |
| 14.                 | Octave      | 02′     |
| 15.                 | Terzflöte   | 01 3⁄5′ |
| 16.                 | Quinte      | 01 ⁄3′  |
| 17.                 | Cymbel      | 02⁄3′   |
| 18.                 | Holzdulcian | 16′     |
| 19.                 | Oboe        | 08′     |
|                     | Tremulant   |         |

| Pedal C–f1 |               |     |
| 20.        | Subbass       | 16′ |
| 21.        | Prinzipalbass | 08′ |
| 22.        | Gedackt       | 08′ |
| 23.        | Choralbass    | 04′ |
| 24.        | Fagott        | 16′ |

- Koppeln: II/I, I/P, II/P